# 高奎
高奎（15世紀—16世紀），字文徵，山東濟南府長清縣人，明朝政治人物。

## 生平
高奎是弘治十七年（1504年）山東鄉試舉人，正德三年（1568年）會試中副榜，任隴州學正，振興當地士風，到九年（1514年）成進士，獲授建平知縣。建平屬於殘破之邑，多年欠稅，他多方撫綏而不行刑罰，賦稅也補足；三年後奏最，擢為戶部郎中到蘇州催稅、督儲江南，大禮議期間進諫被廷笞，很快疏請辭官歸鄉。回鄉後他在城南築圃和耆舊寄託，但對鄉民坦易無貴人態度，胡纘宗稱他：「始見於隴州雜而博，繼見於建平嚴而直，三見於湖南詳而惠，四見於蘇州敏而勤，則公之人品可知矣。」。

## 引用
1. 1 2  道光《長清縣志·卷十一·人物志一》：正德九年甲戌科唐皐榜 高奎 仕至戶部郎中。傳：字文徵，領薦書上春官，以附榜授隴州學正，闡授葩經，士風丕變；後登第授建平令，當凋敝之邑，累年逋賦，公多方撫綏而不刑罰，公賦亦完。三年奏最，擢為司徒郎催稅蘇州，督儲江南，清廉震世；世宗朝廷議大禮，公抗疏犯顏被廷笞，視詭隨輩帖帖舄下矣，再疏求歸。築圃南郛，與二三耆舊寄傲於中，處鄉坦易和，絕無貴人態度；昔大中丞胡纘宗之懷公也，嘗曰：「始見於隴州雜而博，繼見於建平嚴而直，三見於湖南詳而惠，四見於蘇州敏而勤，則公之人品可知矣。」 舊志 案《通志》有傳，選舉進士內遺。……宏治十七年甲子（舉人）……高奎 見進士